# Sequence-Inlining-System
Der Begriff Sequence-Inlining-System als System der sequenzierten Anlieferung wird in zwei unterschiedlichen Bedeutungen, als allgemeine Bezeichnung für ein IT-System sowie als Benennung eines Organisationsprinzips verwendet, diese betrachten inhaltlich jedoch das gleiche Thema.
Einsatzfelder für ein Sequence-Inlining-System als Informations- und Steuerungssystem sowie als Organisationsprinzip sind insbesondere in der Automobil- und Zulieferindustrie anzutreffen, bei der eine hohe Variantenvielfalt der zu verbauenden Module mit dem Just-in-sequence-Prinzip bereitgestellt werden müssen (z. B.: Sitze in der richtigen Farbe, die richtige Getriebevariante, …).

## IT-System
Ein Sequence-Inlining-System als IT-System steuert die sequentielle Anlieferung von Teilen und Baugruppen an die Fertigungslinie.
Das System berücksichtigt dabei in einer Vorschau, zu welchem Zeitpunkt durch das vorgegebene Produktionsprogramm die jeweils passende, durch den Kunden so bestellte, Variante eines Teils am Einbauort bereitgestellt sein muss. In der Berechnung der Sequenzkette wird unter Einbeziehung aller Zeitbedarfe in der Prozesskette dem Lieferanten bzw. der Logistikabteilung durch das System mitgeteilt, wann die Auslieferung, in extremen Fällen sogar erst die Montage des Teiles, beginnen soll.
Das Sequence-Inlining-System wird in der Praxis, insbesondere bei der stark mit Sequenzanlieferungen arbeitenden Automobilindustrie, als Bindeglied zu verschiedenen anderen IT-Systemen (Montageplanungssystem, Lagerverwaltungssystem, Transportsteuersystem etc.) eingesetzt.
Da in den überwiegenden Einsatzfällen sehr starke Anpassungen an die vorhandene IT-Umgebung notwendig sind, kann bei einem Sequence-Inlining-System jedoch nicht von einer Standardsoftware gesprochen werden. Dadurch ist auch die tatsächliche praktische Bezeichnung des Systems sehr unterschiedlich.

## Organisationsprinzip
Als Organisationsprinzip bezeichnet das Sequence-Inlining-System die Gesamtheit der organisatorischen Maßnahmen die erforderlich sind, den internen Materialfluss einer Fertigung oder Montage so zu unterstützen, dass die finale Fertigungs- bzw. Montagesequenz durch das richtige Teil zur richtigen Zeit an der richtigen Bedarfsstelle verfügbar ist. Im Automobilbau spricht man daher auch von einer „Perlenkette“. Unter den organisatorischen Maßnahmen sind damit neben der reinen Personalorganisation unter anderem auch die Personaleinsatzsteuerung, die Transport- und Verkehrsmittelplanung und die Materialbestandskontrolle zu verstehen.
Bei komplexen Fertigungsstrukturen wie im Automobilbau, bei denen ein Produkt unterschiedliche Fertigungsbereiche durchläuft, kann es zur Zerstörung der ursprünglichen Fertigungssequenz kommen, die häufig durch Qualitätsprobleme mit den dafür notwendigen Nacharbeiten verursacht werden. Um die ursprüngliche oder geplante Reihenfolge wiederherzustellen, wird ein Sequenzrichter benötigt. Dies kann bspw. ein Sortier-Speicher sein oder auch parallele Materialflussstrecken, die mit Weichen verbunden sind.